# Mansões Goianas
Mansões Goianas é um bairro da cidade brasileira de Goiânia, localizado na região norte do município.
O bairro faz divisa com vários outros locais, como o Jardim Balneário Meia Ponte. Juntamente com o Parque das Flores, compõe a região que abrange, também, o Passeio das Águas Shopping. Segundo dados da Prefeitura de Goiânia, o Mansões Goianas é o 57º subdistrito de Goiânia, chamado de Balneário Meia Ponte/Mansões Goianas. O subdistrito abrange, além dos dois bairros, o Parque das Flores, Jardim Ipê e os residenciais Maria Lourença e Balneário.
Segundo dados do Instituto Brasileiro de Geografia e Estatística (IBGE), divulgados pela prefeitura, no Censo 2010 a população do Mansões Goianas era de 533 pessoas.